# Chersotis columbina
Chersotis columbina är en fjärilsart som beskrevs av Felix Bryk 1948. Chersotis columbina ingår i släktet Chersotis och familjen nattflyn. Inga underarter finns listade i Catalogue of Life.